# شاركنيدو
شاركنيدو (بالإنجليزية: Sharknado)‏ هو فيلم حول كارثة عمود الماء التي ترفع أسماك القرش من المحيطات ودائع لهم في لوس أنجلوس. بثت فيلم على قناة ساي فاي في 11 يوليو 2013.
أعطيت أيضاً على بعد ليلة واحدة فقط وخاصة منتصف الليل الفرز المسرحية عبر ريجال سينما NCM والقامة أحداث. حيث استغرق الأمر أقل من 200،000 دولار في شباك التذاكر في جميع أنحاء 200 غربلة.

## قصة الفيلم
عندما يقوم مهووس المستنقعات بإعصار لوس أنجلوس بدموية القاتل وقواعد البحر الطبيعة، الأرض، والهواء، والآلاف من أسماك القرش بترويع السكان بالمياه.

## وصلات خارجية
- شاركنيدو على موقع IMDb (الإنجليزية)
- شاركنيدو على موقع ميتاكريتيك (الإنجليزية)
- شاركنيدو على موقع روتن توميتوز (الإنجليزية)
- شاركنيدو على موقع نتفليكس (الإنجليزية)
- شاركنيدو على موقع ألو سيني (الفرنسية)
- شاركنيدو على موقع Turner Classic Movies (الإنجليزية)
- شاركنيدو على موقع أول موفي (الإنجليزية)
- شاركنيدو على موقع فيلمافينيتي (الإسبانية)
- شاركنيدو على موقع قاعدة بيانات الأفلام السويدية (السويدية)
- شاركنيدو على موقع قاعدة بيانات الفيلم (الإنجليزية)

1. ↑  مذكور في: قاعدة بيانات الأفلام على الإنترنت. مُعرِّف قاعدة بيانات الأفلام على الإنترنت (IMDb): tt2724064. الوصول: 12 يونيو 2019. لغة العمل أو لغة الاسم: الإنجليزية.
2. ↑  مذكور في: سجل معرف الترفيه. مُعرِّف سجل التَّرفيه (EIDR): 10.5240/4708-1712-C642-E7EB-15F3-K. الوصول: 12 يونيو 2019.
3. ↑  وصلة مرجع: http://nmhh.hu/dokumentum/198182/terjesztett_filmalkotasok_art_filmek_nyilvantartasa.xlsx.